# Anodocheilus francescae
Anodocheilus francescae är en skalbaggsart som beskrevs av Young 1974. Anodocheilus francescae ingår i släktet Anodocheilus och familjen dykare. Inga underarter finns listade i Catalogue of Life.